# Suwon JS Cup 2018
 2018 Suwon JS Cup  là một giải đấu giao hữu bóng đá quốc tế. Giải đấu được sử dụng để chuẩn bị cho các nhà tổ chức đăng cai tổ chức Giải vô địch bóng đá U-19 châu Á 2018 tại Hàn Quốc.

## Kết quả
| VT | Đội          | ST | T | H | B | BT | BB | HS | Đ |
| -- | ------------ | -- | - | - | - | -- | -- | -- | - |
| 1  | México (C)   | 3  | 2 | 1 | 0 | 9  | 3  | +6 | 7 |
| 2  | Maroc        | 3  | 1 | 1 | 1 | 3  | 3  | 0  | 4 |
| 3  | Hàn Quốc (H) | 3  | 1 | 1 | 1 | 3  | 5  | −2 | 4 |
| 4  | Việt Nam     | 3  | 0 | 2 | 1 | 2  | 6  | −4 | 2 |

| Việt Nam | 0–4   | México |
| -------- | ----- | ------ |
|          | [ 2 ] |        |

| Hàn Quốc | 1–0 | Maroc |
| -------- | --- | ----- |
|          |     |       |

| Hàn Quốc | 1–4 | México |
| -------- | --- | ------ |
|          |     |        |

| Maroc | 1–1   | Việt Nam            |
| ----- | ----- | ------------------- |
|       | [ 3 ] | Nguyễn Hồng Sơn 30' |

| México | 1–2 | Maroc |
| ------ | --- | ----- |
|        |     |       |

| Hàn Quốc | 1–1   | Việt Nam           |
| -------- | ----- | ------------------ |
|          | [ 4 ] | Nhâm Mạnh Dũng 37' |